# Баболат Харків Інтернешнл
Баболат Харків Інтернешнл (Babolat Kharkov International) — єдиний в Україні турнір рівня International Challenge, етап кубка Європи, який щорічно проводиться в Харкові, починаючи з 2009 року під егідою Всесвітньої федерації бадмінтону (Badminton World Federation, BWF). У 2017 році проходить під назвою FZ FORZA Kharkiv International. Турнір входить до Badminton Europe Elite Circuit.
Kharkov International проходить на початку вересня, приймає змагання Харківський палац спорту «Локомотив» ім. Г. Н. Кирпи.

## Історія
Ідея проведення турніру народилася в Пекіні під час проведення Олімпійських Ігор 2008 року.
У 2009 році відбувся перший турнір, в якому взяли участь представники 12 країн, а українці перемогли у трьох категоріях з п'яти. За час існування змагань у них брали участь спортсмени з 43 країн світу, в тому числі з Данії, Індії, Індонезії, Сингапуру, Японії.

## Переможці
Переможцями в різних категоріях ставали бадмінтоністи України (10 разів), Росії (4), Німеччини (3), Данії (3), Польщі (3), Франції (3), Болгарії (2), Таїланду (2), Швеції (2), Шотландії (2), Індонезії (1) і Сингапуру (1).
2012 рік
- Чоловіки — Еміль Холст (Emil Holst), Данія.
- Жінки — Евгения Косецкая, РФ.
- Чоловіча парна — Батист Карем (Baptiste Careme), Гаетан Міттелхейззер (Gaetan Mittelheisser), Франція.
- Жіноча парна — Одрі Фонтейн (Audrey Fontaine), Еміль Левель (Emilie Lefel), Франція.
- Змішана парна — Ніко Рупонен (Nico Ruponen), Аманда Хогстрем (Amanda Hogstrom), Швеція.

2013 рік
- Чоловіки — Дмитро Завадський, Україна.
- Жінки — Феббі Анггун (Febby Angguni), Індонезія.
- Чоловіча парна — Адам Квалина (Adam Cwalina), Пшемислав Вача (Przemyslaw Wacha), Польща.
- Жіноча парна — Іможен Банкір (Imogen Bankier), Шотландія, Петя Неделчева (Petya Nedelcheva), Болгарія.
- Змішана парна — Роберт Блер (Robert Blair), Іможен Банкір (Imogen Bankier), Шотландія.

2014 рік
- Чоловіки — Размус Фладберг (Rasmus Fladberg), Данія.
- Жінки — Лінда Зетчірі (Linda Zetchiri), Болгарія.
- Чоловіча парна — Геннадій Натаров, Артем Почтарьов, Україна.
- Жіноча парна — Наталія Войцех, Єлизавета Жарка, Україна.
- Змішана парна — Артем Почтарьов, Олена Прус, Україна.

2015 рік
- Чоловіки — Генрі Гускайнен (Henri Hurskainen), Швеція.
- Жінки — Ольга Конон (Olga Konon), Німеччина.
- Чоловіча парна — Бодін Іссара (Bodin Issara), Ніпітфон Пуангпуапеч (Nipitphon Puangpuapech), Таїланд.
- Жіноча парна — Чонконфан Киттихаракул (Jongkonphan Kittiharakul), Рауінда Праонджняй (Rawinda Prajongjai), Таїланд.
- Змішана парна — Роберт Матеусяк (Robert Mateusiak), Надія Зіба (Nadiezda Zieba), Польща.